# Alan Barton
Alan Leslie Barton (* 16. September 1953 in Barnsley, England; † 23. März 1995 in Köln) war ein britischer Sänger.

## Karriere
Im Jahr 1973 bildete Barton die Gruppe Black Lace mit Colin Routh, Steve Scoley and Terry Dalton. Die Band reduzierte sich auf ein Gesangsduo, nachdem Scoley und Dalton die Gruppe 1980 verlassen hatten. 1979 vertrat die Band Black Lace Großbritannien beim Eurovision Song Contest in Jerusalem und erreichte mit dem Song Mary Ann den 7. Platz.
Nach dem Austritt von Chris Norman 1986 wurde Barton im Jahr 1988 neuer Frontman bei Smokie und absolvierte – mit Chris Norman – sein erstes Smokie-Konzert in Lübeck am 7. Mai 1988 auf dem Volksfestplatz. Er war Leadsänger bei der Neuauflage des Hits Living next door to Alice (Who the fuck is Alice) und veröffentlichte mit der Band dreizehn Alben. 1991 veröffentlichte er das Solo-Album "Precious" sowie zwei Solo-Singles. Am 19. März 1995 verunglückte die Gruppe mit einem Shuttle-Bus in der Nähe von Gummersbach, als der Kleinbus in einem Hagelschauer geriet, von der Fahrbahn abkam und sich mehrfach überschlug. Barton starb an den Folgen einer Gehirnquetschung, die er bei diesem schweren Unfall erlitt.